# Francesco Maria Nigrisoli

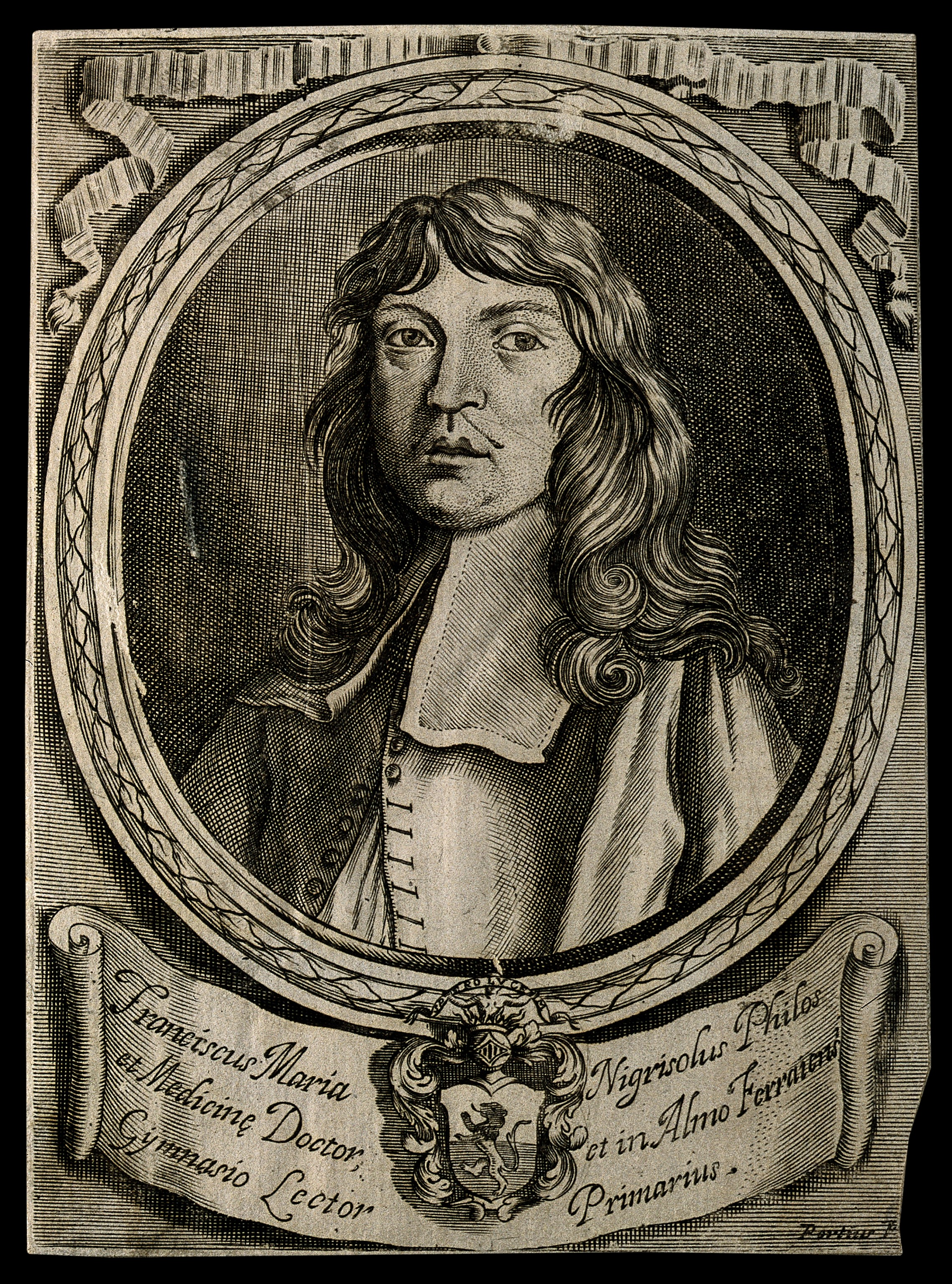

Francesco Maria Nigrisoli (Ferrara, 1648 – Ferrara, 1727) è stato un medico italiano.

## Biografia
Compiuti gli studi medici, ottenne prima l'incarico di prorettore, poi la cattedra di medicina teorica e pratica presso l'Università di Ferrara. Sono legate a questa sua attività le opere Dell'anatomia chirurgica delle glandole (1681-1682) e Febris china chinae expugnata (1687).
Nelle Considerazioni intorno alla generazione de' viventi e particolarmente de' mostri (Ferrara 1712), affrontò la questione facendo intervenire, contro un'immagine meccanicistica dei fenomeni vitali, le nature plastiche teorizzate da Ralph Cudworth.